# 朱维仁
朱维仁，辽宁人，中华人民共和国政治人物。
担任沈阳市总工会主席、全国总工会第七届执行委员。1954年，当选第一届全国人民代表大会代表。